# Twierdzenie Phragména-Lindelöfa
Twierdzenie Phragména-Lindelöfa – Uogólnienie zasady maksymalnego modułu dla funkcji analitycznych na przypadek funkcji, które są z góry określone jako nieograniczone; po raz pierwszy zostało podane w najprostszej formie przez E. Phragména i E. Lindelöfa. Niech dana będzie funkcja ciągła {\displaystyle f(z)} o argumentach zespolonych oraz ograniczona dla argumentów zawartych w przedziale {\displaystyle \alpha \leqslant a\leqslant \beta } i holomorficzna wewnątrz tegoż przedziału. Jeśli dla {\displaystyle a=\alpha } i {\displaystyle a=\beta } istnieje takie {\displaystyle M,} że zachodzi {\displaystyle |f(z)|\leqslant M,} to {\displaystyle \forall _{z\in <\alpha ,\beta >}\colon |f(z)|\leqslant M.}
Jeżeli ponadto {\displaystyle \exists _{q\in <\alpha ,\beta >}\colon |f(q)|=M,} to {\displaystyle f} jest funkcją stałą.

## Dowód
- Załóżmy, że

{\displaystyle f(a+b\cdot i)\to 0}
jednostajnie dla {\displaystyle b} dążącego do {\displaystyle \pm \infty } dla {\displaystyle z\in <\alpha ,\beta >.}
Niech {\displaystyle q=a_{q}+b_{q}\cdot i\in <\alpha ,\beta >.}
Wtedy {\displaystyle \exists _{m>|b_{q}|}\forall _{|b|\geqslant m}\exists _{a\in <\alpha ,\beta >}\colon |f(a+b\cdot i)|\leqslant M.}
Niech {\displaystyle P} będzie wnętrzem prostokąta wyznaczonego przez zbiór:
{\displaystyle Pr=\{a+b\cdot i\ :\ \alpha \leqslant a\leqslant \beta \ \land \ -m\leqslant b\leqslant m\}.}
Jeżeli funkcja {\displaystyle f} jest stała, to twierdzenie jest w oczywisty sposób prawdziwe. W przeciwnym przypadku {\displaystyle f} nie jest stała w {\displaystyle <\alpha ,\beta >,} wtedy nie może być stała w {\displaystyle P,} i na podstawie zasady maksimum {\displaystyle f} nie osiąga kresu górnego w {\displaystyle P.} Ponieważ {\displaystyle |f(z)|} jest ciągła w {\displaystyle Pr,} to {\displaystyle |f(z)|} osiąga swój kres górny w {\displaystyle Pr.} Punkt w którym osiąga ona swój kres górny, nie może należeć do {\displaystyle P,} a ponieważ {\displaystyle |f(z)|\leqslant M} na bokach prostokąta {\displaystyle Pr,} więc {\displaystyle |f(z)<M} w {\displaystyle P,} w szczególności {\displaystyle |f(q)|<M.}
- Niech {\displaystyle f_{n}(z)=f(z)\cdot \exp ^{z^{\frac {2}{n}}}=f(z)\cdot \exp ^{\frac {a^{2}+b^{2}}{n}}\cdot \exp ^{\frac {2\cdot i\cdot a\cdot b}{n}}} dla {\displaystyle n=1,2,\dots }

będzie funkcją. Jest ona ciągła oraz ograniczona i holomorficzna w {\displaystyle <\alpha ,\beta >.} Dodatkowo dla {\displaystyle x=\alpha } i {\displaystyle x=\beta } zachodzi:
{\displaystyle |f_{n}(z)|=|f(z)|\cdot \exp ^{\frac {a^{2}+b^{2}}{n}}\leqslant |f(z)|\cdot \exp ^{\frac {\delta ^{2}}{n}}} dla {\displaystyle \delta =\max(|\alpha |,|\beta |).}
Ponadto jeżeli {\displaystyle W} jest stałą wartością ograniczającą {\displaystyle f(z)} w {\displaystyle <\alpha ,\beta >,} to przy {\displaystyle y\to \pm \infty } jednostajnie dla {\displaystyle a\in <\alpha ,\beta >} zachodzi:
{\displaystyle |f_{n}(a+b\cdot i|\leqslant |f(a+b\cdot i)\cdot \exp ^{\frac {\delta ^{2}}{n}}\cdot \exp ^{\frac {-b^{2}}{n}}\leqslant W\cdot \exp ^{\frac {\delta ^{2}}{n}}\cdot \exp ^{\frac {-b^{2}}{n}}\to 0.}
A więc {\displaystyle f_{n}(z)} spełnia założenia pierwszej części dowodu.
Jeżeli {\displaystyle q\in <\alpha ,\beta >,} to {\displaystyle |f_{n}(q)|<M\cdot \exp ^{\frac {\delta ^{2}}{n}}.} Przy {\displaystyle n\to \infty } {\displaystyle |f(q)\leqslant M.} Jeżeli {\displaystyle |f(q)|=M,} to biorąc otoczenie {\displaystyle G}' punktu {\displaystyle q,} leżące wewnątrz {\displaystyle <\alpha ,\beta >,} otrzymuje się {\displaystyle f(z)|\leqslant M} dla {\displaystyle z\in G'.} Po zastosowaniu zasady maksimum dla obszaru {\displaystyle G}' otrzymuje się wniosek, że {\displaystyle f} jest stała w {\displaystyle G}'. Ponieważ {\displaystyle G'\in <\alpha ,\beta >,} więc {\displaystyle f} jest stała w {\displaystyle <\alpha ,\beta >.}